# 加里克·阿格纽
加里克·阿格纽（英語：Garrick Agnew，1930年9月21日—1987年8月3日），澳大利亚男子游泳运动员。他曾代表澳大利亚参加1950年大英帝国运动会游泳比赛，获得一枚金牌和一枚银牌。他也曾参加1948年和1952年夏季奥运会。